# 赤道几内亚国旗
现赤道几内亚国旗在1969年10月13日首度启用，1973年4月6日废除，1979年8月21日恢复。
旗帜由上至下绿、白、红三横条组成，国旗中间是赤道几内亚国徽，左侧有一蓝色三角形。
国旗中绿色代表该国的天然资源和森林；蓝色代表海洋；白色代表和平；红色代表争取独立的斗争。

## 历史国旗

### 旗帜概览
|           |           |           |           |
| 1968-1969 | 1969-1973 | 1973-1979 | 1979-至今 |